# 汤池镇 (丹东市)
汤池镇是辽宁省丹东市振兴区下辖的一个镇。

## 概况
汤池镇，旧称汤池子，为辽宁省丹东市振兴区所辖的一个镇。汤池镇位于丹东市振兴区与东港市交界处，与边境经济技术合作区浪头镇、安民镇、东港市前阳镇、长安镇相邻。总面积72.24平方公里，其中耕地面积为2.95万亩，山峦面积为4.2万亩。

## 人口
汤池镇总人口20467人，其中农业人口19228人，非农业人口1239人。有汉、满、蒙古、回、朝鲜、布依[锡伯族］7个民族。

## 交通
丹东—大连高速公路（G11的一段）的丹东西站出口位于汤池镇汤池村。即将开工建设的东北东部铁路也将穿过镇域。

## 行政区划
下辖10个村、9个村民委员会、1个居委会、80个村民组：
- 村：汤池村、集贤村、萌芽村、万宝村、水源村、金固村、洋子泡村、河深沟村、复兴村、石岱村。